# Fort de Dampierre
Le fort de Dampierre, appelé brièvement fort Magalotti, est un ouvrage fortifié faisant partie de la place fortifiée de Langres, situé au nord-est la commune de Dampierre, dans le département de la Haute-Marne.

## Historique
Par le décret du 21 janvier 1887, le ministre de la Guerre Georges Boulanger renomme tous les forts, batteries et casernes avec les noms d'anciens chefs militaires. Pour le fort de Dampierre, son « nom Boulanger » est en référence au lieutenant-général du XVIIe siècle Pierre Magalotti. Le nouveau nom est gravé au fronton de l'entrée. Dès le 13 octobre 1887, le successeur de Boulanger au ministère, Théophile Ferron, abroge le décret. Le fort reprend officiellement son nom précédent, tout en gardant le nom Boulanger à son fronton.
Pierre Magalotti est un lieutenant-général des armées de Louis XIV. Natif de Florence, il est présumé selon d'aucuns neveu de Mazarin. En 1644, il reçut le commandement de l'armée du roi pour le siège de La Mothe-en-Bassigny, un bourg entre Langres et Neufchâteau et appartenant alors à la Lorraine. Pendant ce siège, il fit une visite aux tranchées entourant la ville le 20 mai 1645. C'est alors qu'il fut blessé à la tête d'un coup de mousquet dont il mourut deux jours plus tard, le 22 mai.
En 1914-1915, deux observatoires bétonnés sont aménagés au-dessus d'une traverse-abri et les caponnières reçoivent une carapace de béton. Le fort est désarmé en 1915 : les canons et munitions sont envoyés sur le front.
Le fort est classé parmi les zones Natura 2000 (« ZNIEFF 210013057 du Fort de Dampierre ») car il sert de site d'hibernation aux chauves-souris.

## Description

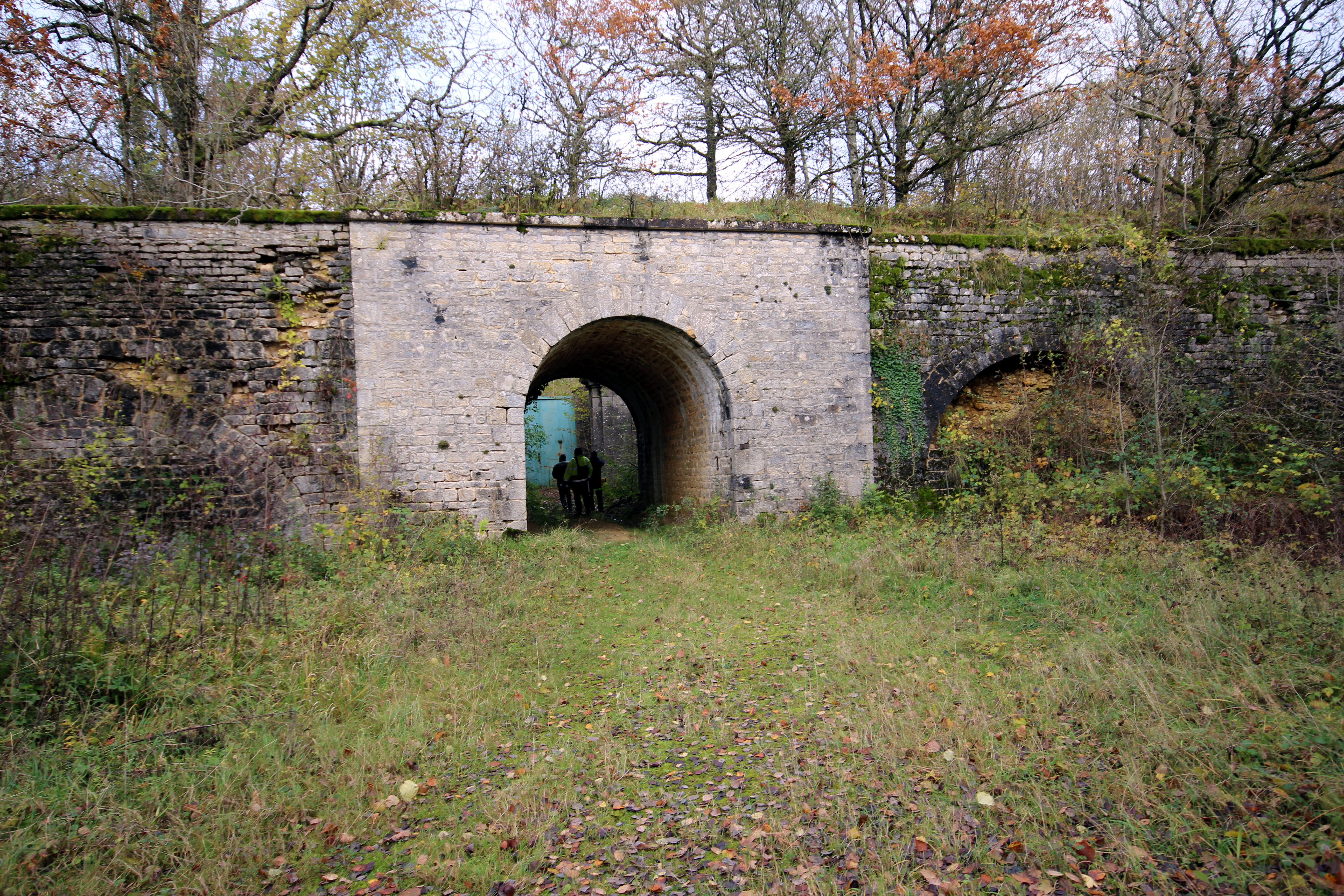
La première entrée du fort de Dampierre.
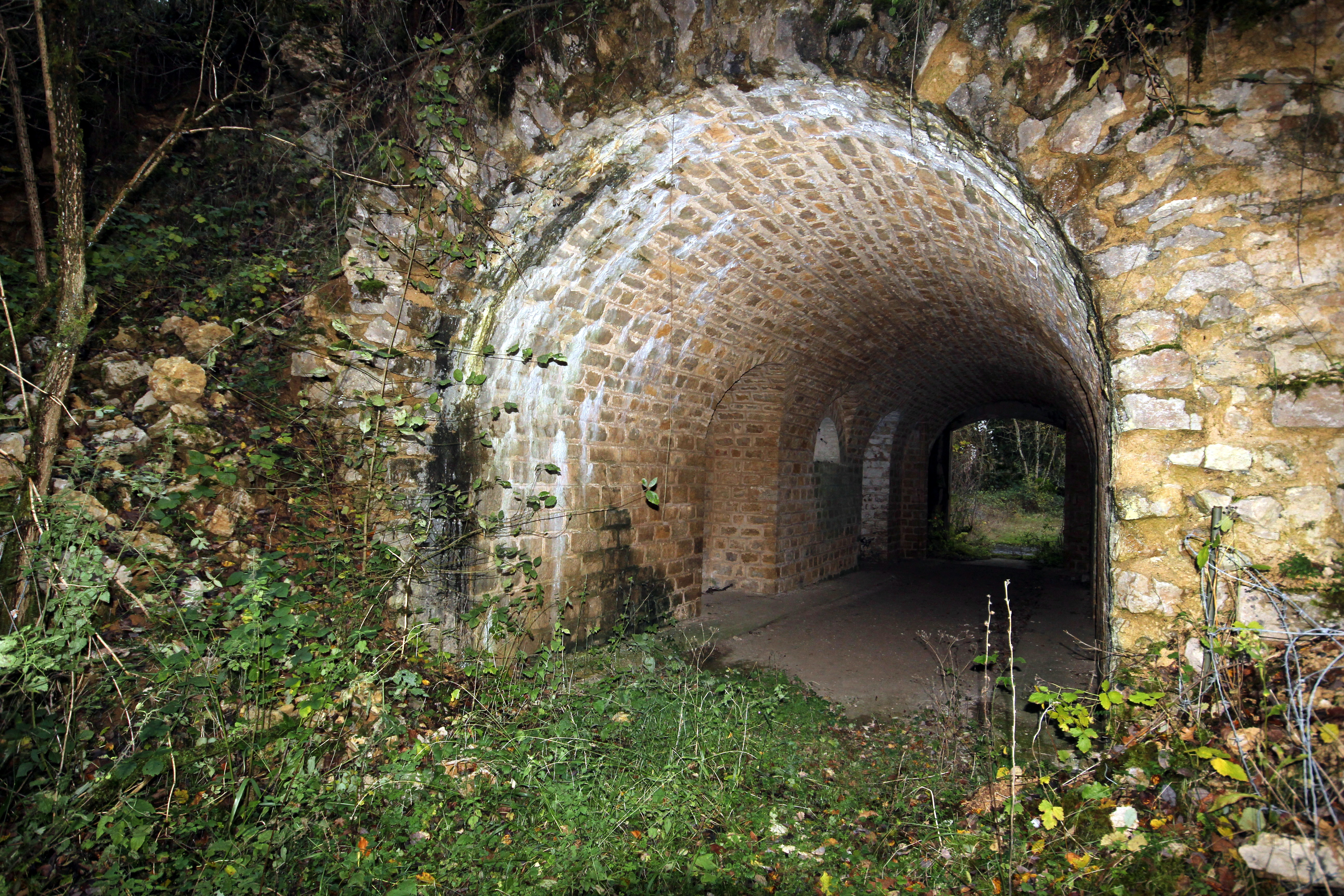
Le passage couvert de la galerie principale de l'entrée du fort.
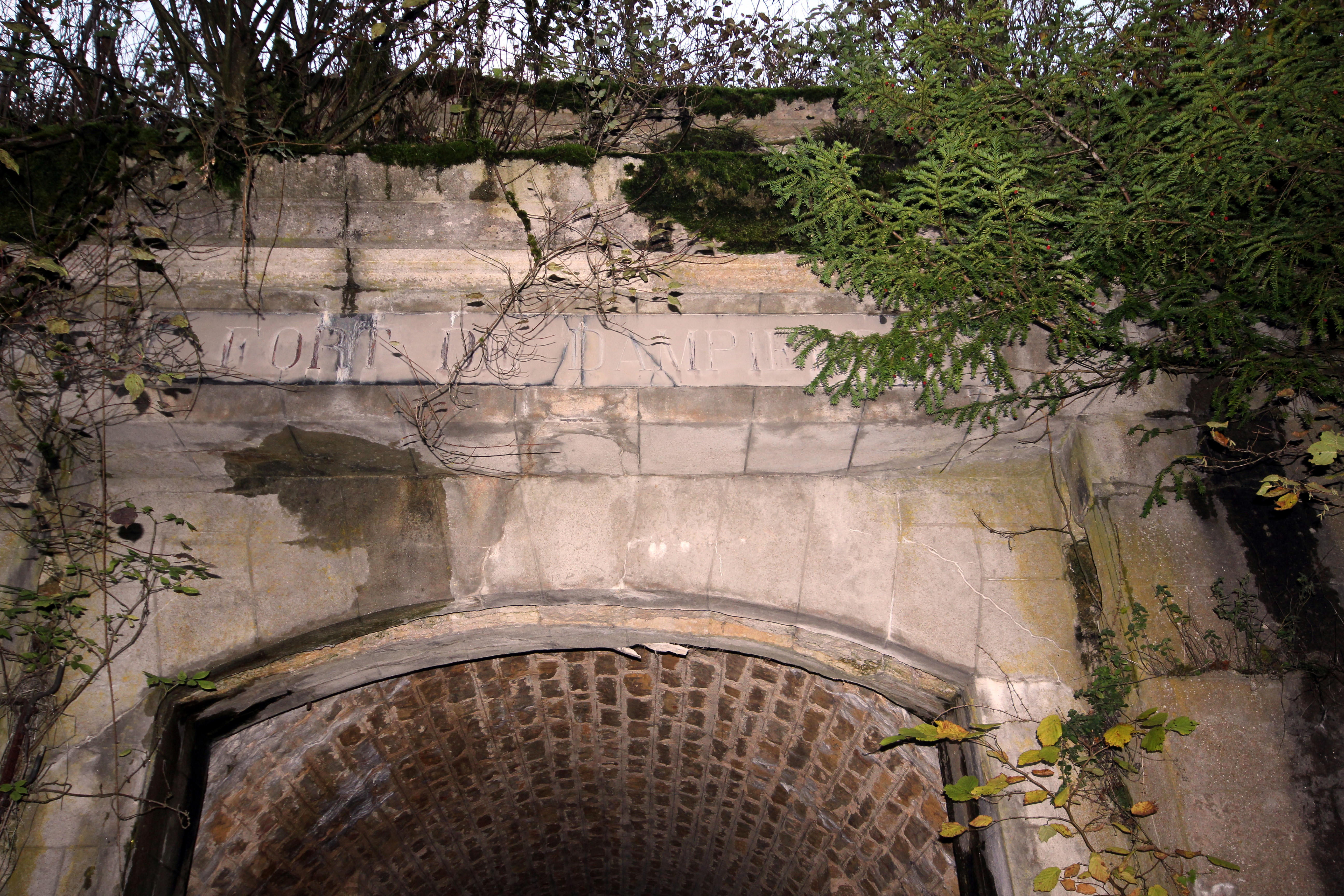
Détail de l'entrée du fort.

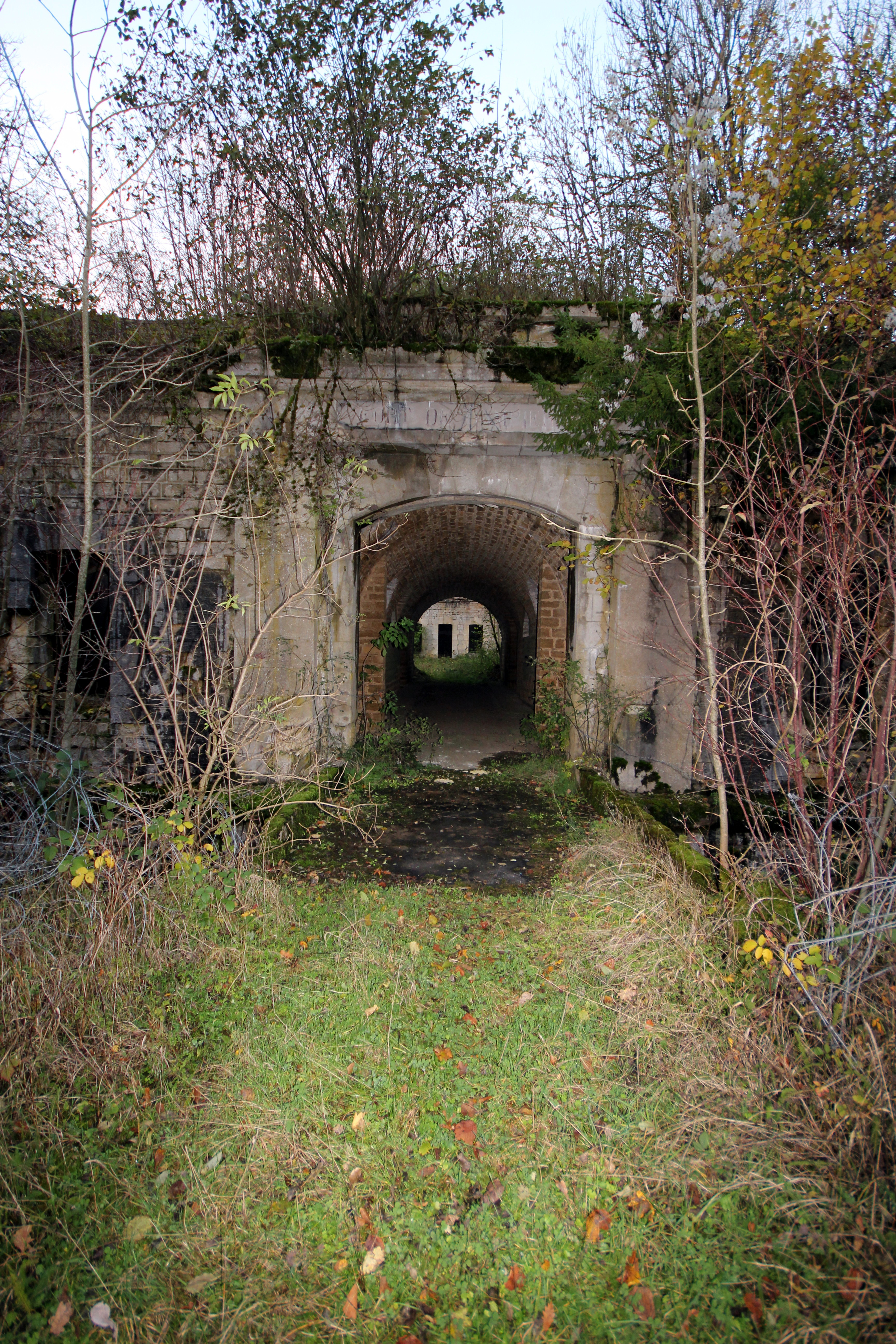
La seconde entrée du fort.

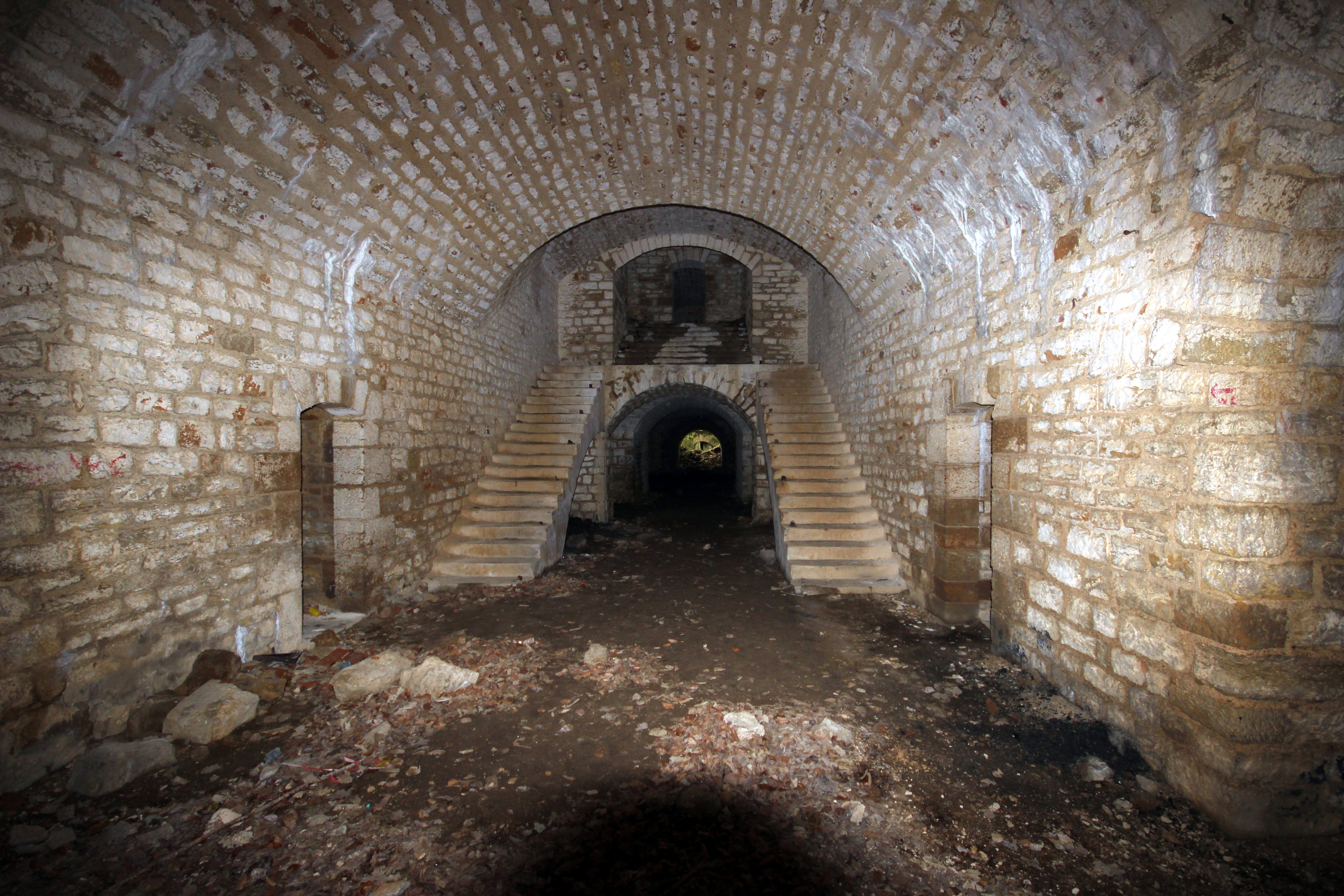
Un escalier dans le passage couvert menant au cavalier.

Le fort est implanté au nord-est de la place, à 513 mètres d'altitude sur l'extrémité sud-est du plateau découpée par la Marne à l'ouest, et ses affluents la Traire au nord-est et la Coudre au sud. Assez excentré, la position du fort lui permet d'avoir sous ses feux la route venant de Neufchâteau (actuelle D74), ainsi que celle allant de Chaumont à Bourbonne-les-Bains (D417). L'autoroute A31 passe désormais à 400 mètres au sud, aux pieds du fort.
Ce fort avait la fonction de fermer la trouée de Charmes (entre les places fortes de Toul et d'Épinal). Il était théoriquement en communication optique par le poste extérieur du mont des Fourches (sur la commune de Lamarche, soit à 30 km), avec d'une part le fort de Bourlémont (près de Neufchâteau) et d'autre part avec le poste des Pichettes (à 2 km du fort du Roulon) de la place fortifiée d'Épinal.
C'est un fort Séré de Rivières de première génération. Il a la particularité d'être particulièrement vaste : son fossé d'enceinte fait 680 mètres du nord au sud et 442 m d'est en ouest, avec un tracé aux nombreuses faces, avec un gros cavalier, une artillerie conséquente (126 pièces prévues en 1878) et une caponnière triple.
Avec une surface comprise à l'intérieur des fossés de 18,2 hectares pour une emprise totale de 52 ha (soit deux fois celle de la citadelle de Langres), il est le plus vaste et le mieux armé des forts du système Séré de Rivières, devant le fort de Tamié. Dans ce fort à enveloppe, tout apparaît gigantesque, démesuré. Les chiffres sont édifiants : 142 pièces dont 89 de rempart, 2 pour le tir indirect, 25 mortiers et 26 de flanquement, 43 officiers et 1 496 hommes ; garnison quasi doublée en temps de guerre ; des magasins à poudre d'une contenance cumulée de 349 000 kg, cinq casemates distincts, 30 traverses-abris pour le seul réduit, quatre citernes pour un total de 1 405 m3, un coût de construction (3 993 389 francs) supérieur au fort de Douaumont pourtant doté d'une coûteuse tourelle Galopin... En sus, à lire la fiche technique du génie établie le 31 juillet 1880 : « Le fort possède les abris en maçonnerie en arrière des pièces cuirassées pour sept pièces ainsi que les maçonneries sur lesquelles doit poser la cuirasse. L'emplacement des pièces est en ce moment rempli de terre. » Si les crédits avaient suivi, ce sont donc sept casemates cuirassées en fonte dure du modèle 1878 que l'on aurait trouvée ici.

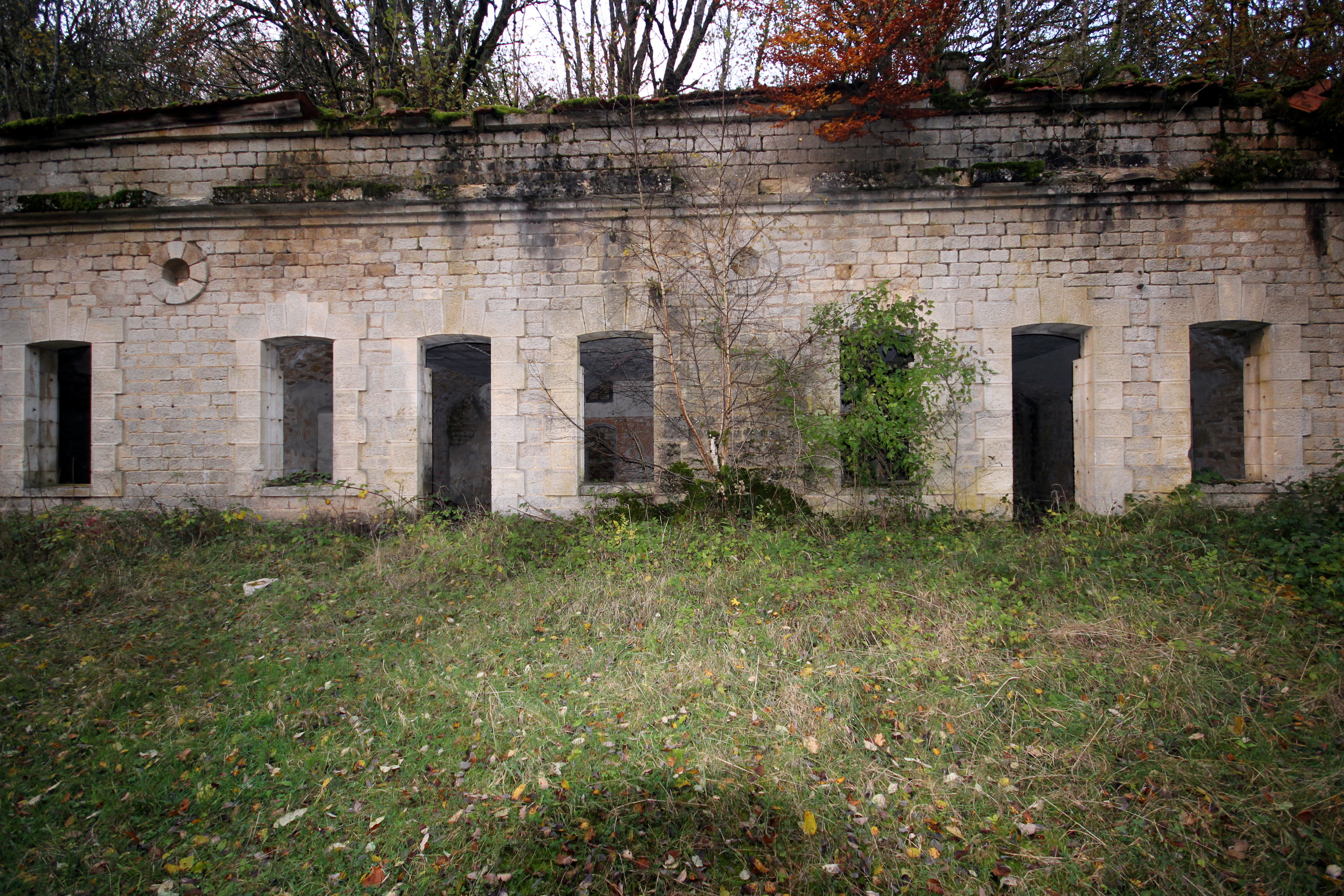
Le casernement des officiers derrière l'entrée du fort de Dampierre.
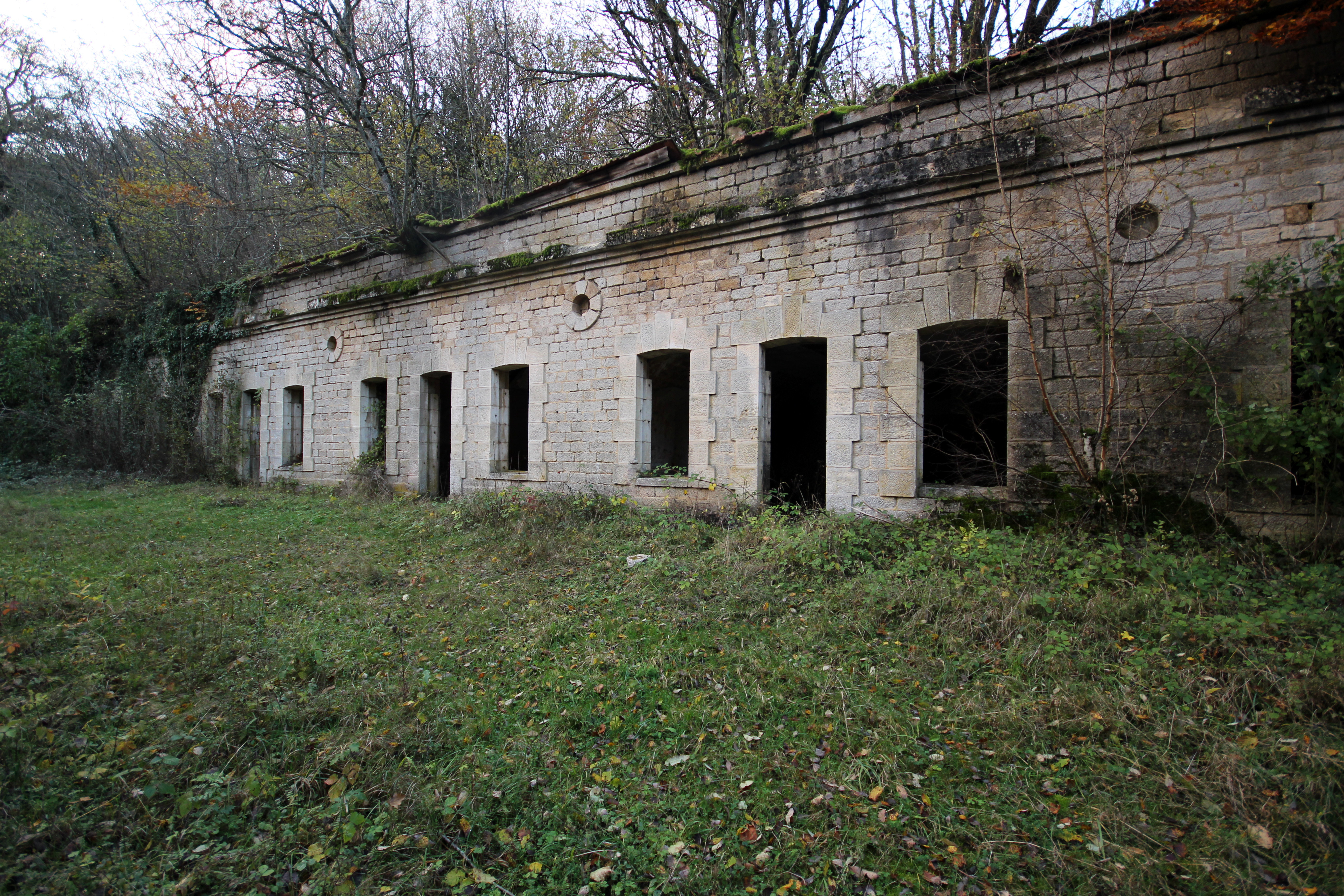
Le casernement des officiers derrière l'entrée du fort.
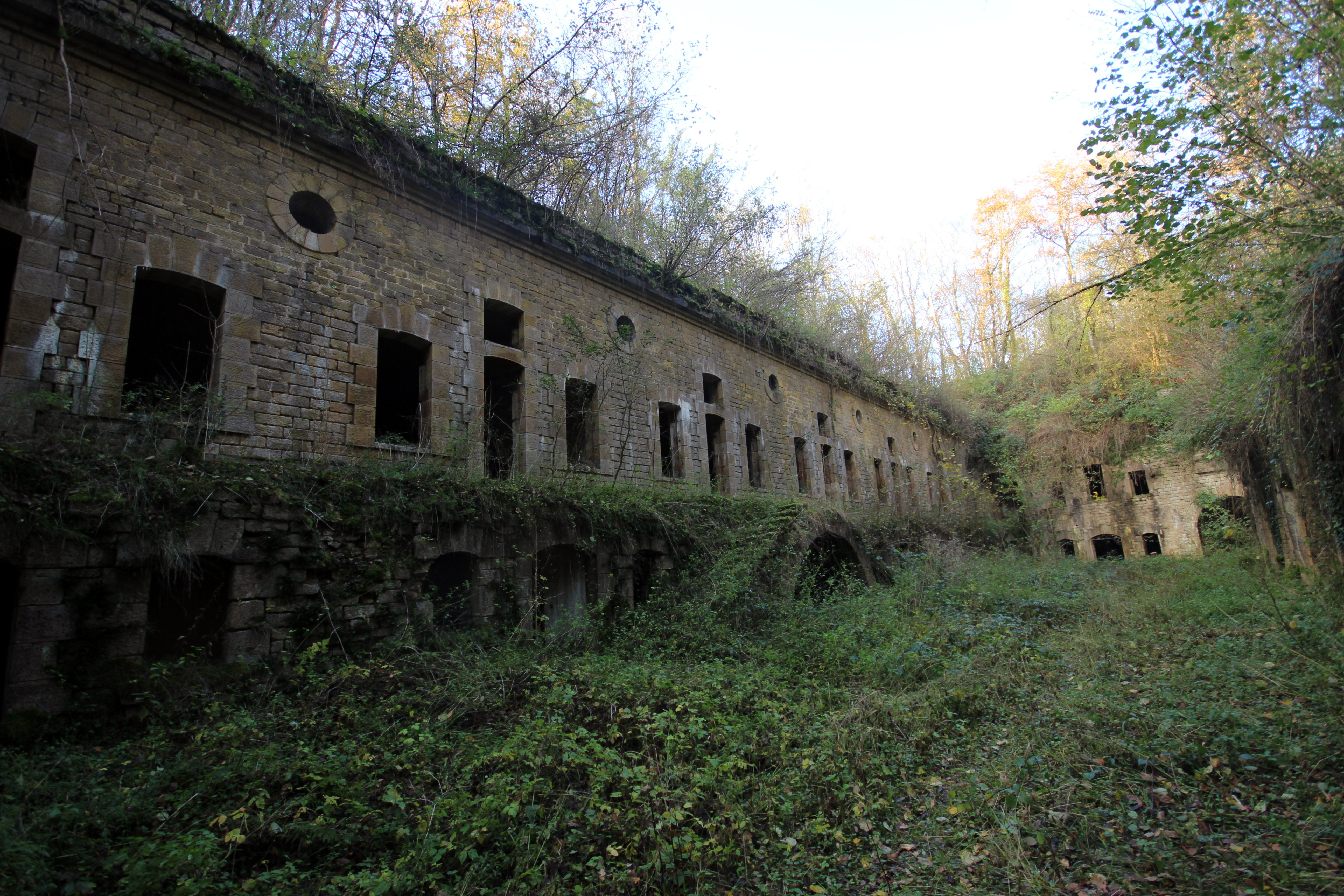
La façade du casernement des officiers du fort.
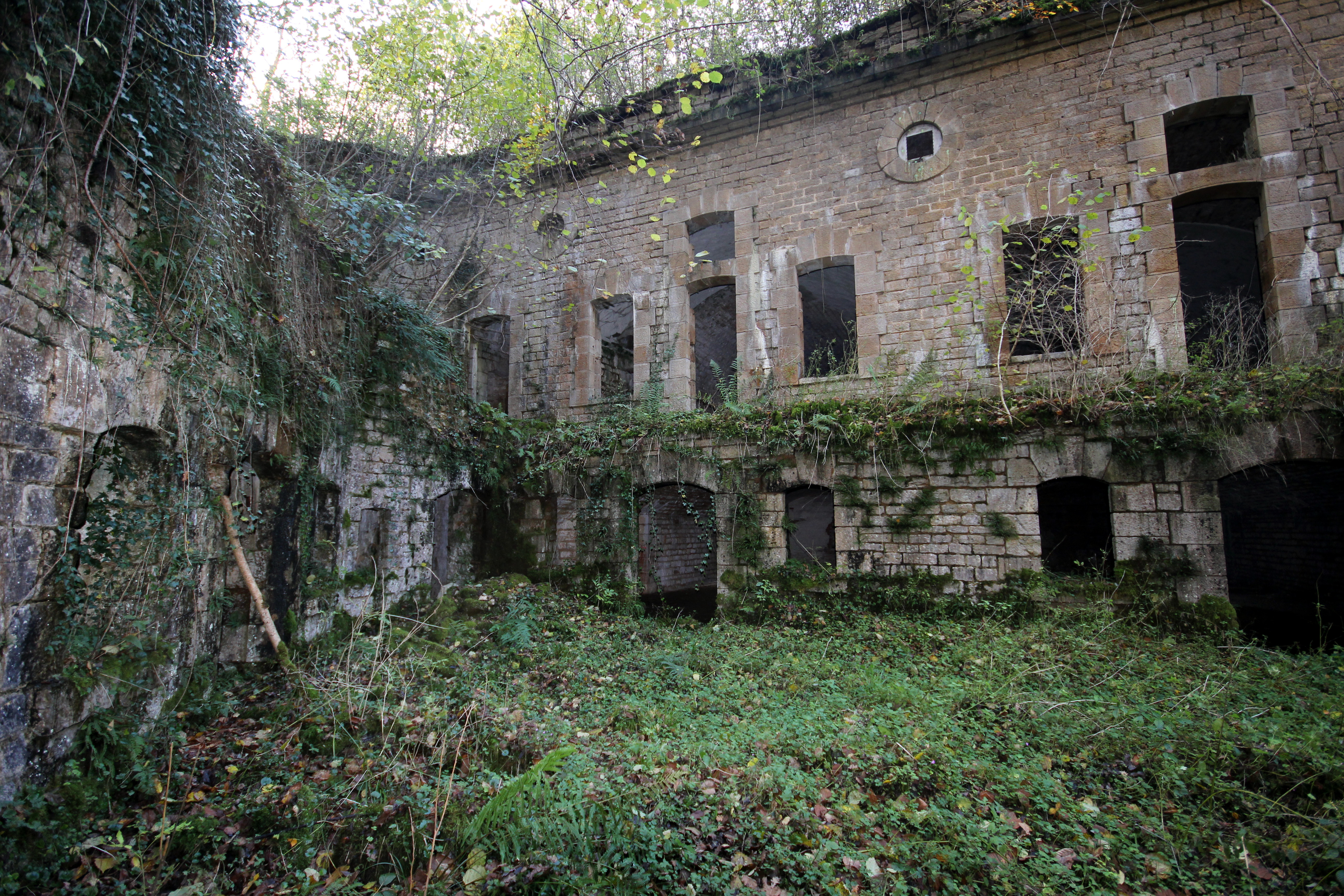
La façade du casernement des officiers.
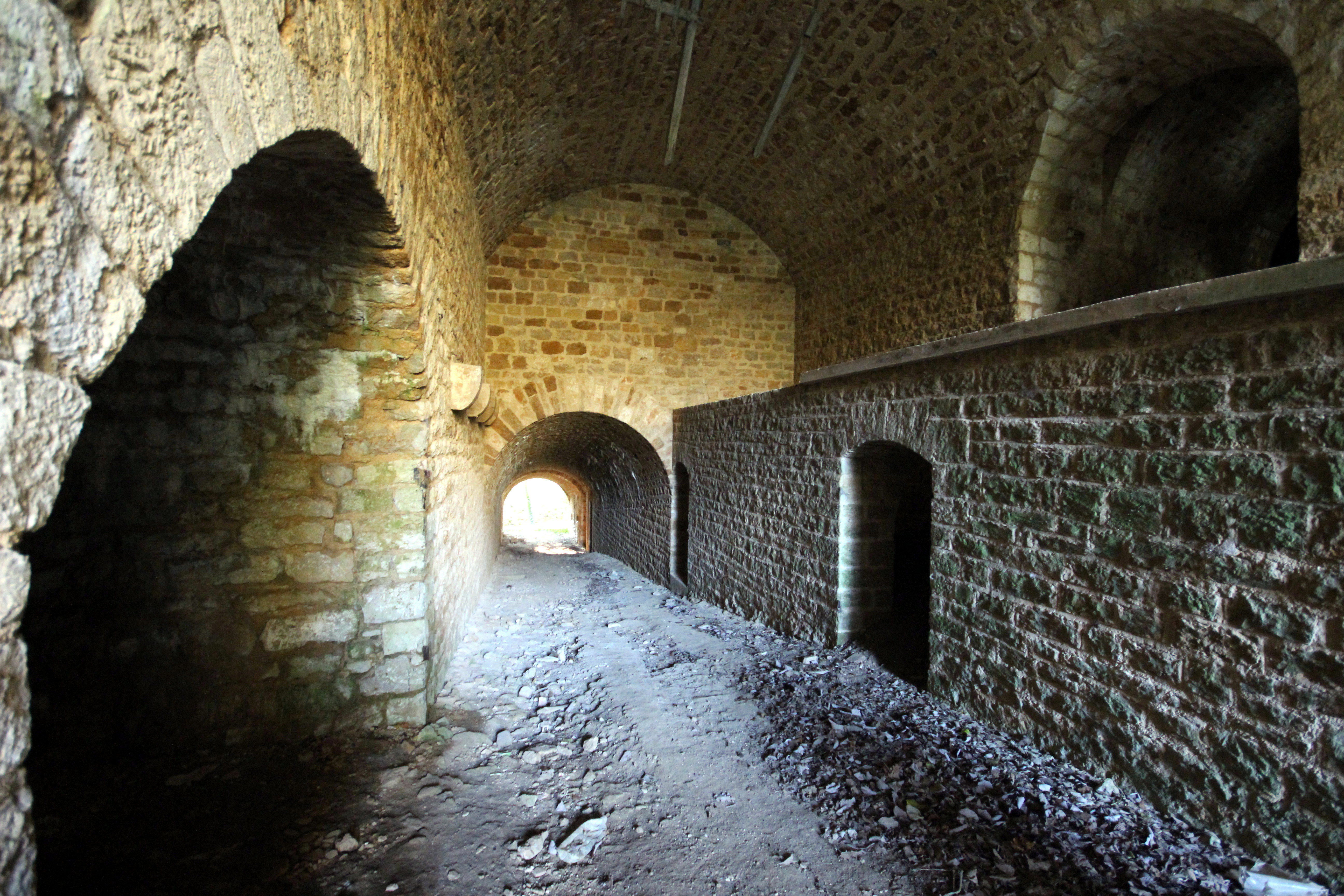
Un passage couvert dans le casernement des officiers donnant sur la batterie annexe.
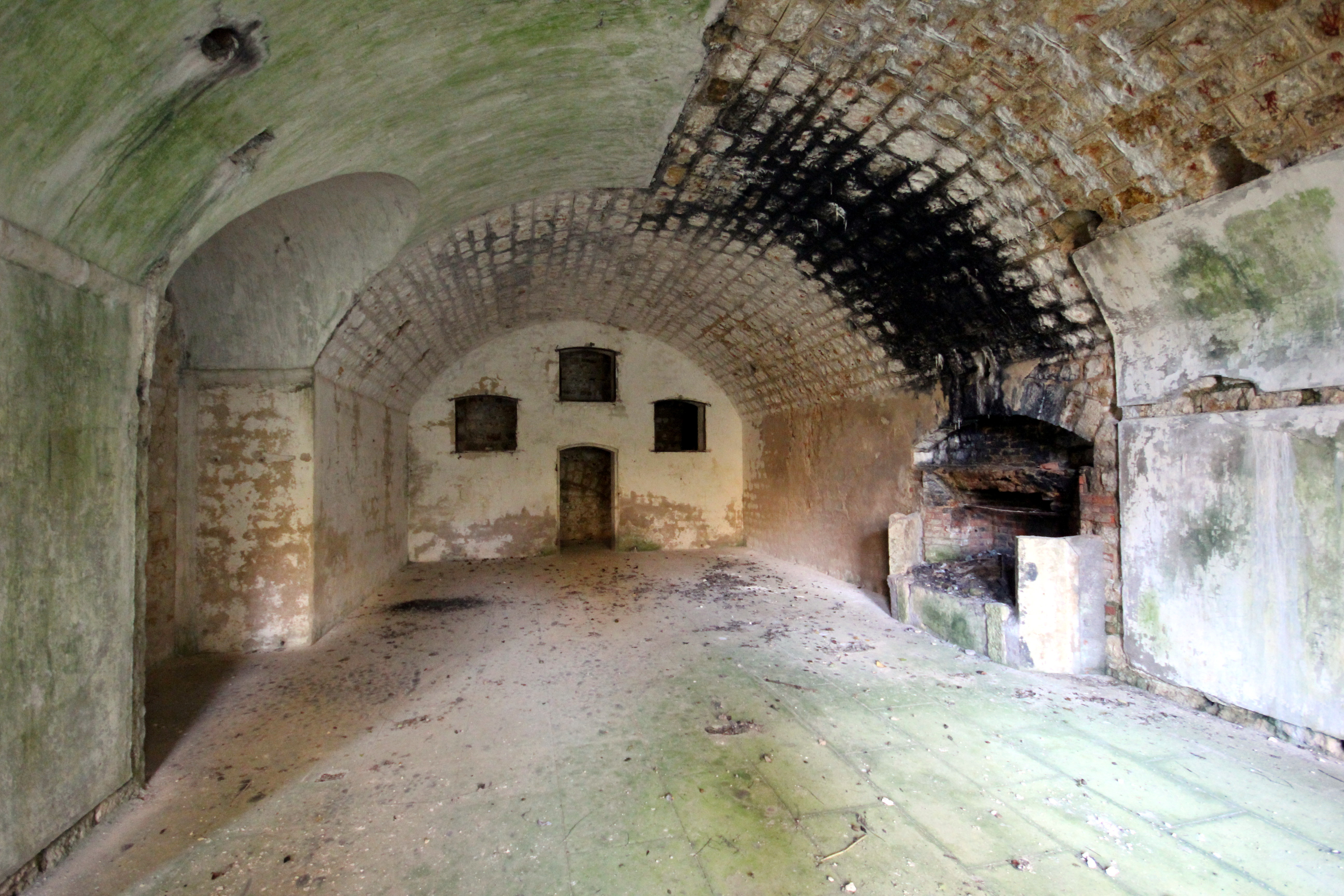
Une chambrée des officiers.
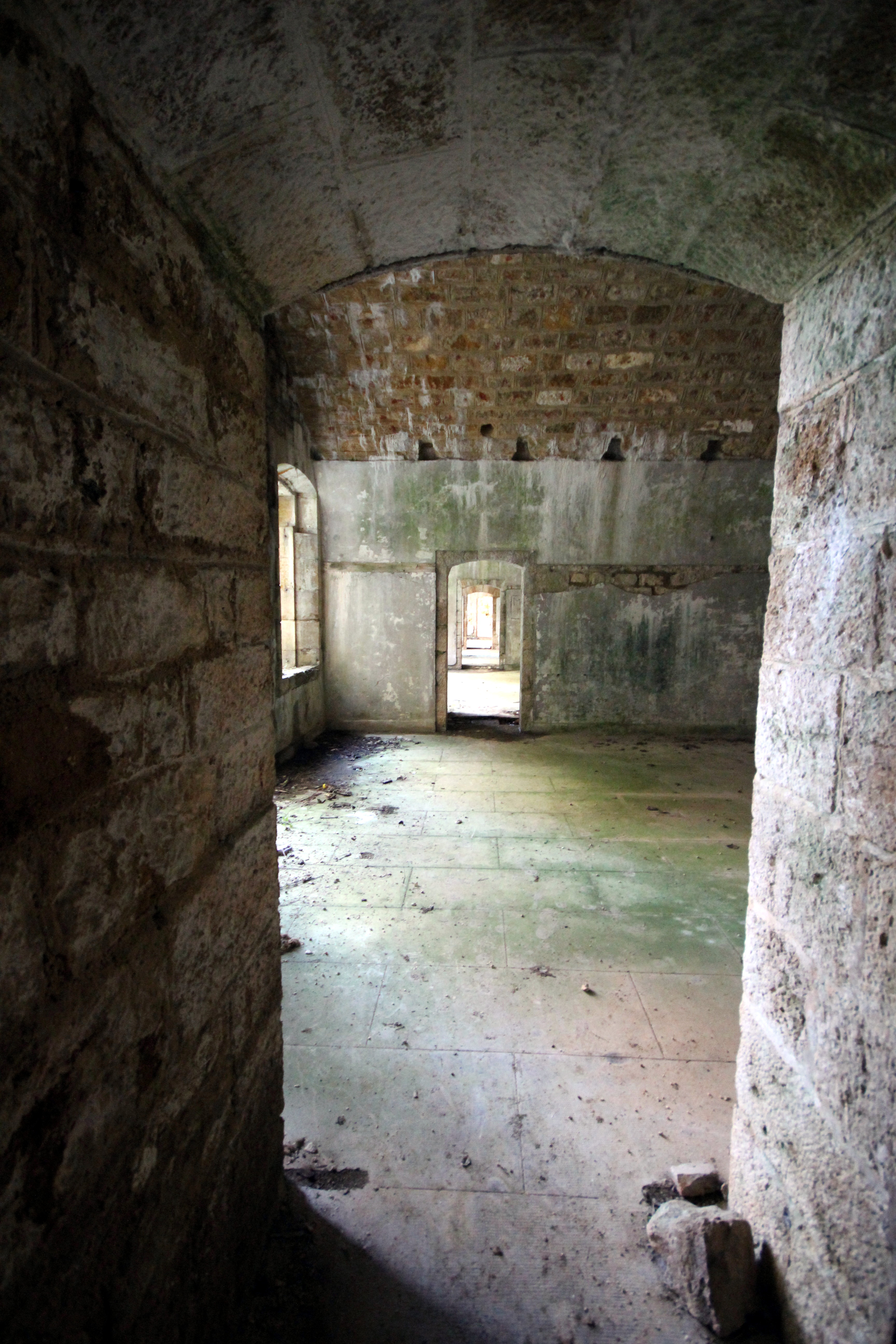
Le passage entre les chambrées.
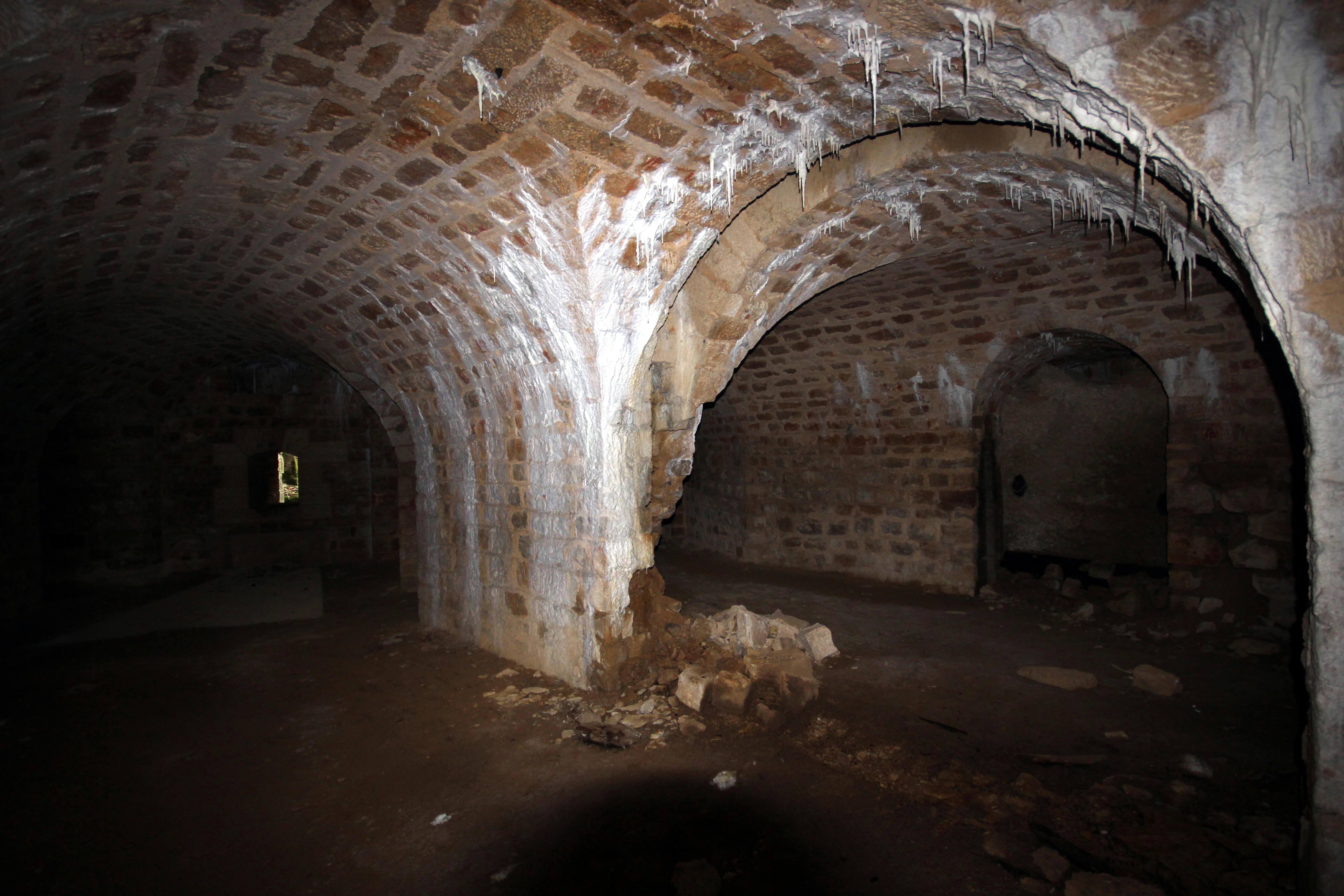
La caponnière double du fort.
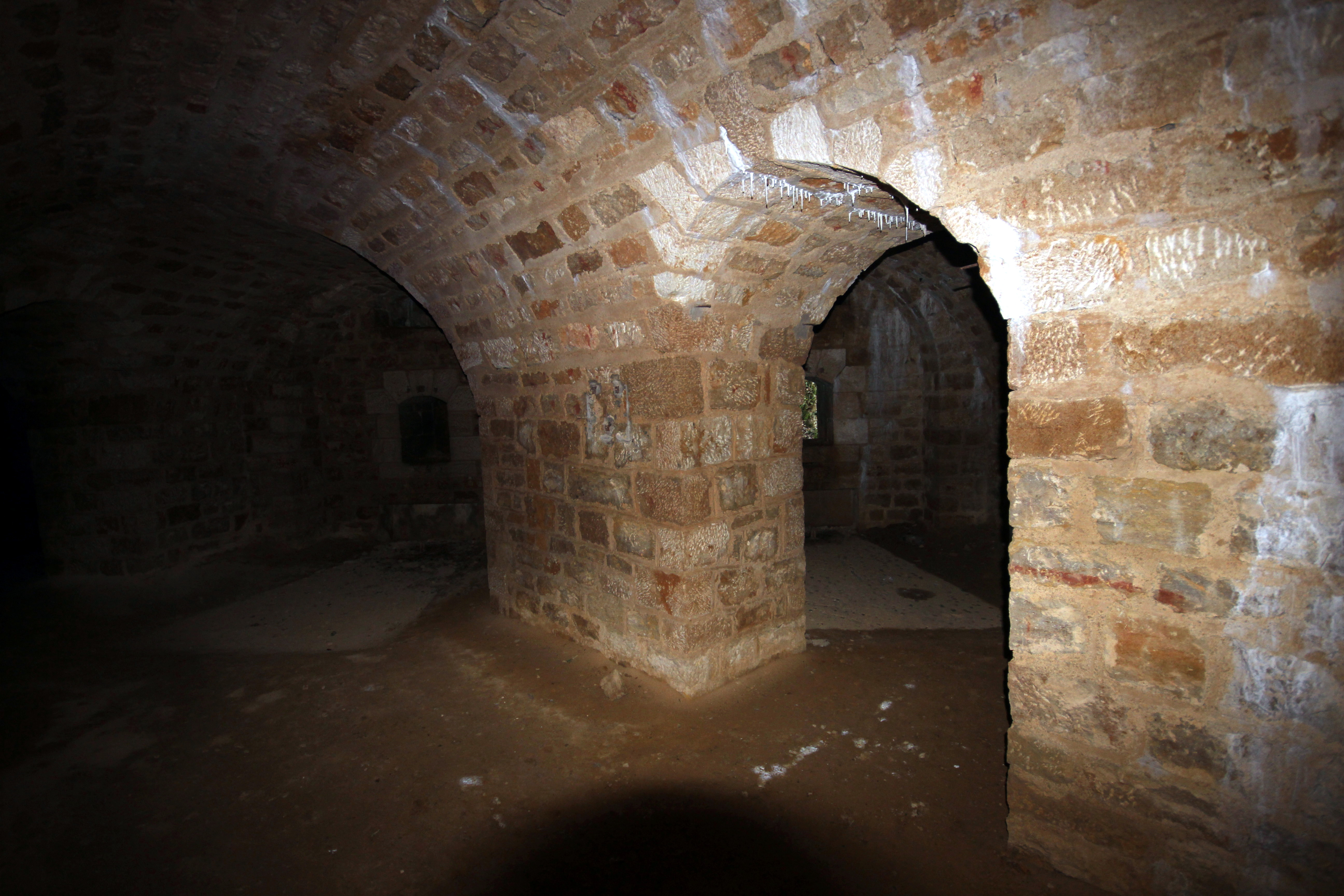
La caponnière double.
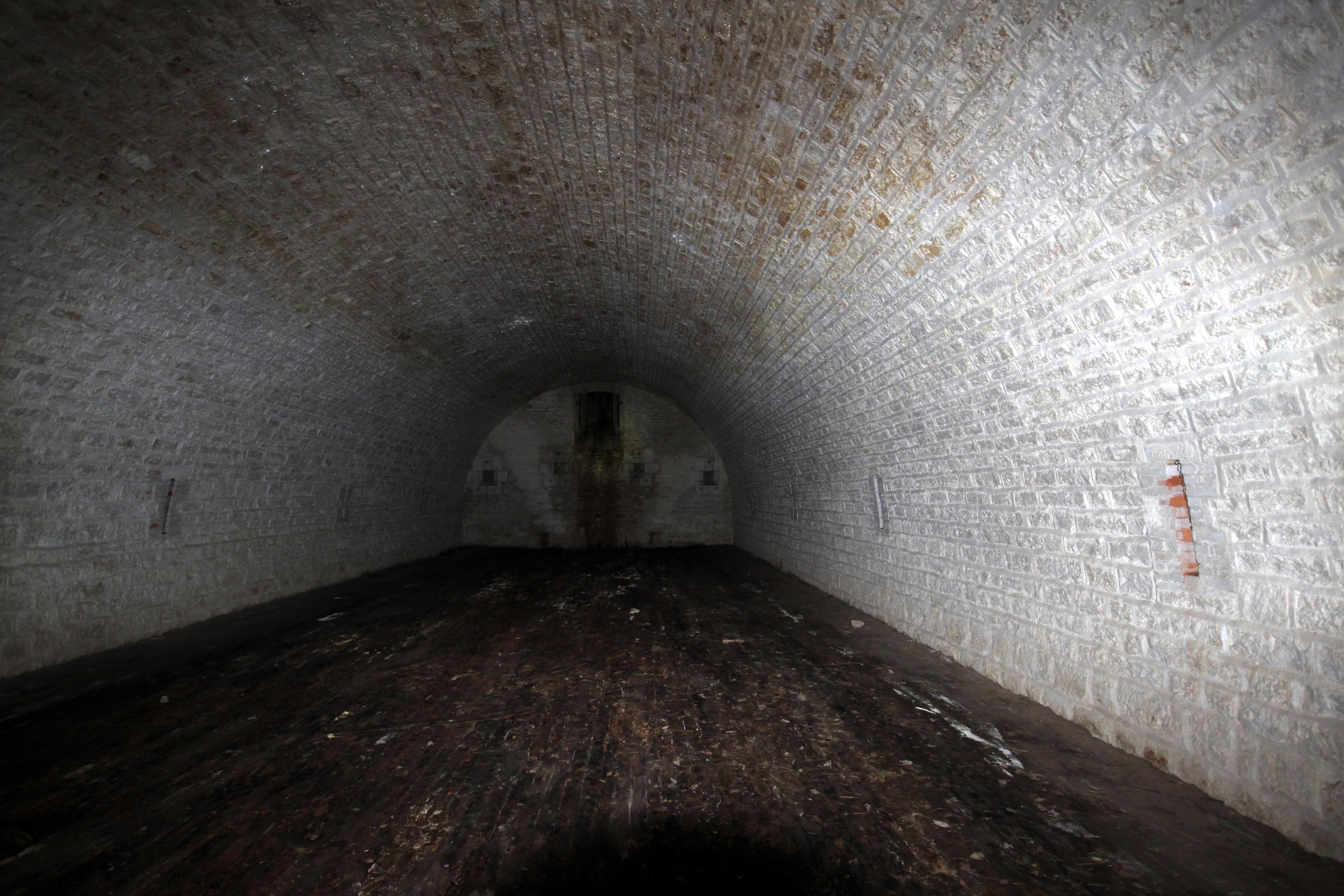
Un des grands magasins à poudre de 100 tonnes de poudre noire.

Le périmètre affecte vaguement la forme d'un triangle renversé. Le front de tête de l'enveloppe, à l'exception d'une batterie annexe accolée sur la gauche, est aussi le front de tête du réduit. Ce réduit occupe plus de la moitié de la surface interne de l'enveloppe. Enveloppe et réduit sont cernés d'un fossé sec. L'enveloppe se rattache au réduit au niveau des saillants II et VI de ce dernier. Le réduit apparaît comme un vaste ensemble s’inscrivant dans un rectangle deux fois plus long que large. La gorge, au niveau de l'entrée, présente un angle rentrant. Les saillants sont au nombre de six dont les II à V délimitent le front de tête. Singulièrement, le front V-VI présente une courtine défendue par des coffres. La caponnière double du saillant II présente la particularité d'avoir à défendre trois fossés distincts, soit celui du front II-III, celui du front I-II et une branche de l'enveloppe. Le flanc gauche de cette caponnière présente donc quatre embrasures pour trois à son flanc droit. La seconde caponnière au saillant IV, a également ses flancs dotés de trois embrasures, couvrant ainsi les trois fronts constituant la tête de réduit.
L'entrée du réduit s'ouvre en fond de fossé au creux d'une petite courtine. Comme d'autres forts à Langres, le bâtiment d'entrée est recouvert de tuiles. Un pont roulant semble avoir été prévu. Le proche d'entrée franchi, on débouche face à une première ligne de six casemates constituant le premier des pavillons des officies (pavillon E). Pour une question pratique, la description du fort par le saillant I. Là, se trouve le second pavillon pour les officiers (pavillon O), lequel comprend quatre casemates sur un seul niveau à la gauche desquelles un tunnel joint le fossé du front I-II. Là, un pont permettait d’accéder à l'enveloppe et aux deux traverses-abris de la batterie annexe dite « du bastion I ». En arrière de ce pavillon commence une galerie enveloppe qui va progressivement aller desservir les trente traverses-abris constituant un cavalier qui ne s'interrompra qu'à l'approche du saillant VI. À la droite de ce pavillon, un passage enraciné donne accès à la caserne A. Adossés au front de tête (II-III), sept travées avec magasins en sous-sol font face à cinq autres. Comme partout dans le fort, aucune voûte n'est soulignée en façade par un arc de maçonnerie. Chaque chambrée est pourvue d'un âtre. Les magasins sont bas de plafond et l'accès aux chambrées les surmontant s'effectue par un escalier d'une vingtaine de marches qui gagnent une terrasse devançant la façade des chambrées. Dans le passage enraciné dont il vient d'être question prend naissance la gaine d'accès à la caponnière du saillant II. À la droite de la caserne A, un second passage enraciné, donnant accès à un des trois petits magasins à poudre (magasin R), débouche sur le côté de la caserne B qui aligne neuf travées sur un seul niveau. Un nouveau passage enraciné la sépare de sa pareille, la caserne C. Ce passage coupe perpendiculairement la capitale du fort. Cette dernière, venant de l'entrée du fort, a traversé perpendiculairement un énorme merlon de terre sous lequel sont abrités les magasins à poudre (P et Q), tous deux du modèle type 100 tommes. Ils montrent donc une large voûte en plein cintre et quatre créneaux à lampe. Chacun des passages enracinés encadrant ou séparant les casernes B et C donne aussi accès, par un double escalier, au niveau des sous-sols des traverses-abris. Un énorme puits au-devant de ces escaliers permettait d'élever les pièces d'artillerie au niveau du cavalier. Ces ensembles puits-escaliers occupent des volumes écrasants. Le passage enraciné à droite de la caserne C possède une galerie plongeant vers l'entée du fort, passant conséquemment sous l'énorme merlon protecteur des magasins P et Q, et va desservir deux autres magasins à poudre (R et S) de moindre capacité. Ces derniers n'alignent que trois créneaux à lampe, le central étant placé un rien plus bas que les latéraux. Au-delà de cet ultime passage enraciné, une dernière caserne (D) laquelle n'aligne que quatre grandes chambrées avec, sur leur arrière et à droite, la gaine menant à la caponnière double du saillant I. Cette gaine est surmontée d'une position d'infanterie courant sur les arrières de l'espace entre les saillants IV et V. Un chemin couvert avec trois traverses-abris se situe dans son prolongement gauche, en contrebas du cavalier et ce jusqu'au saillant. Le front comprend plusieurs salles de latrines, des lavabos en bon état de conservation et deux puits totalisant un débit de 9m3/jour. Ces puits s'ouvrent dans le sol sans être précédés de la moindre margelle. Non loin de l'entrée du fort, vers le saillant VI, sous la contrescarpe un petit magasin sous roc.

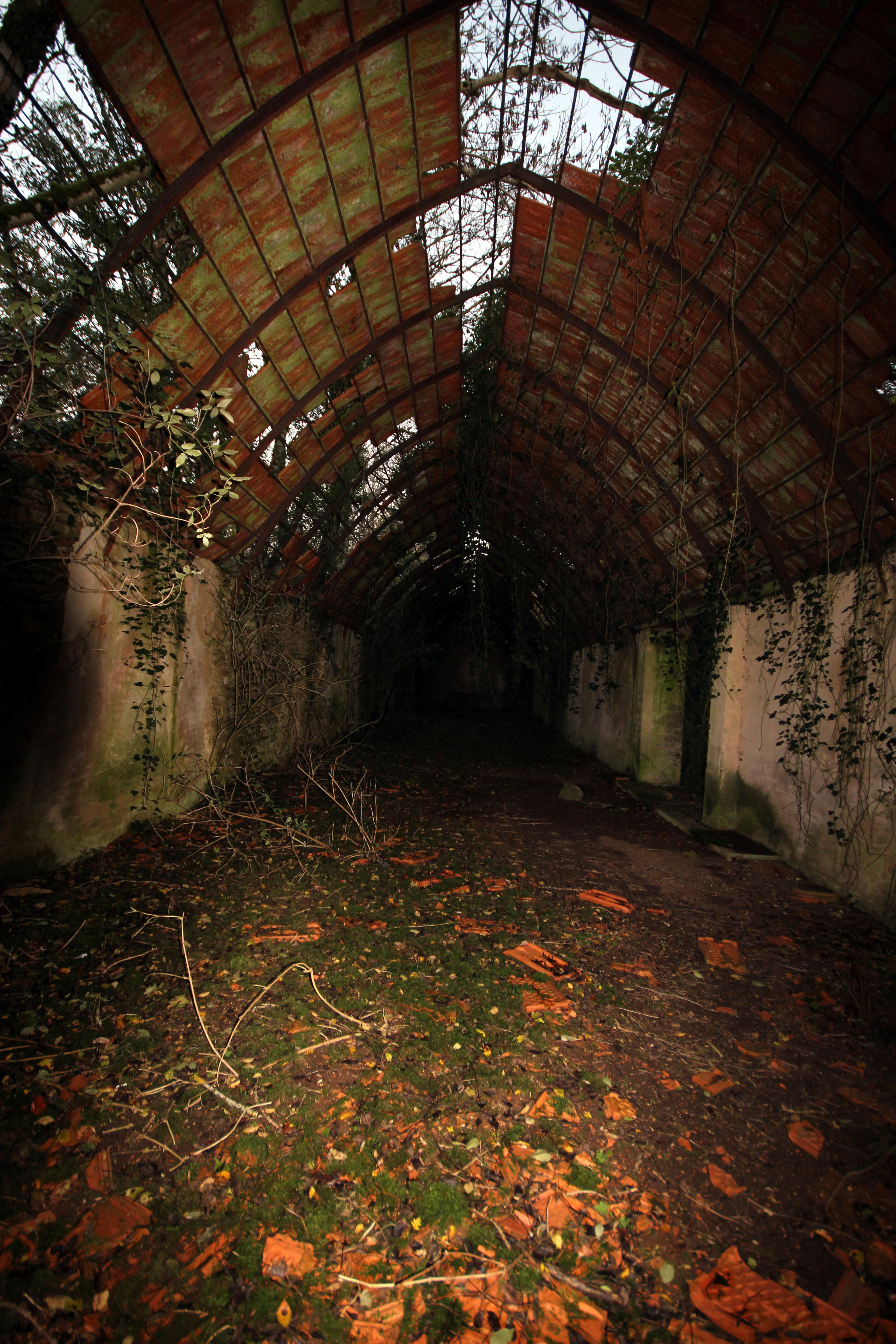
Le hangar de l'artillerie.

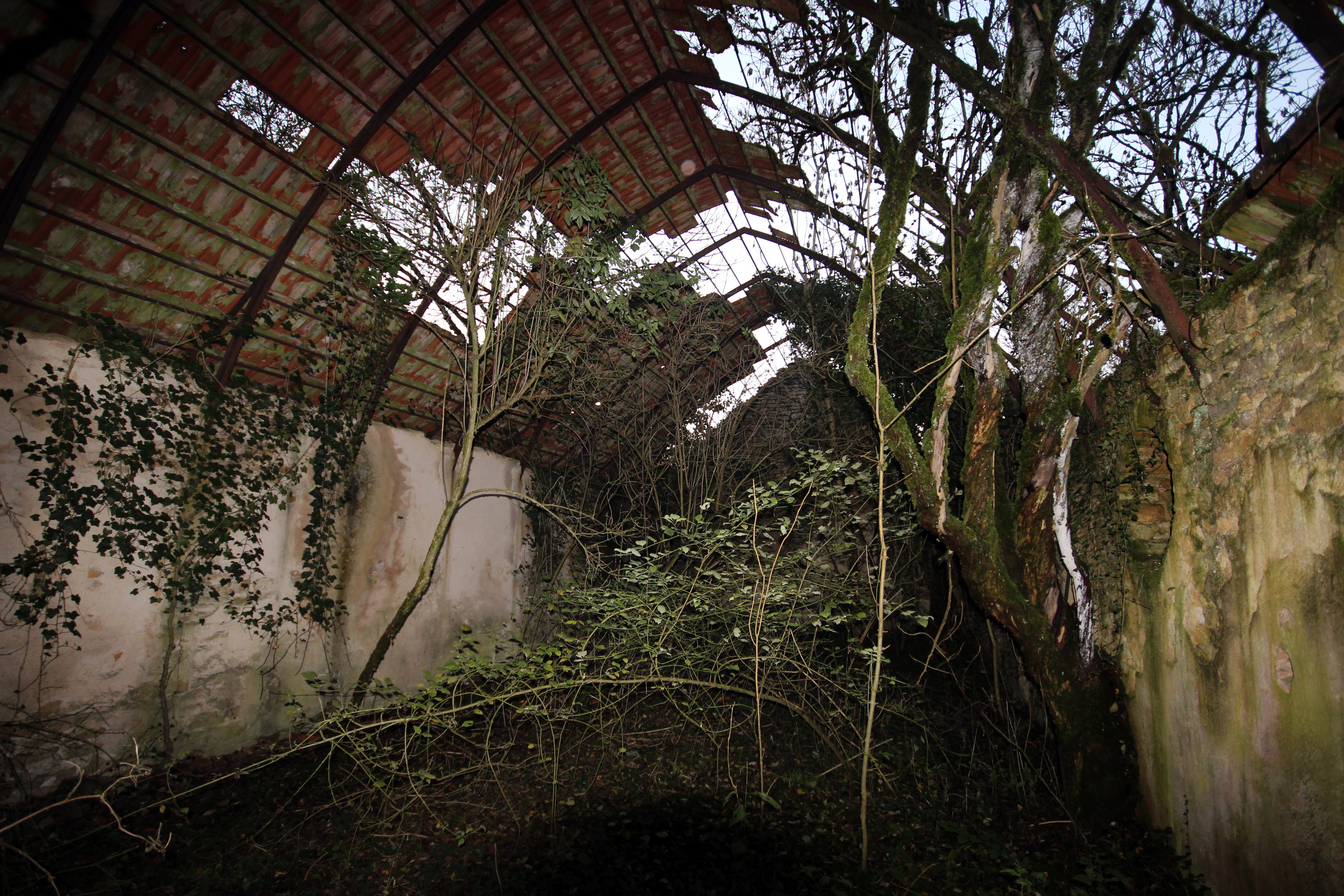
Le hangar de l'artillerie du fort de Dampierre.
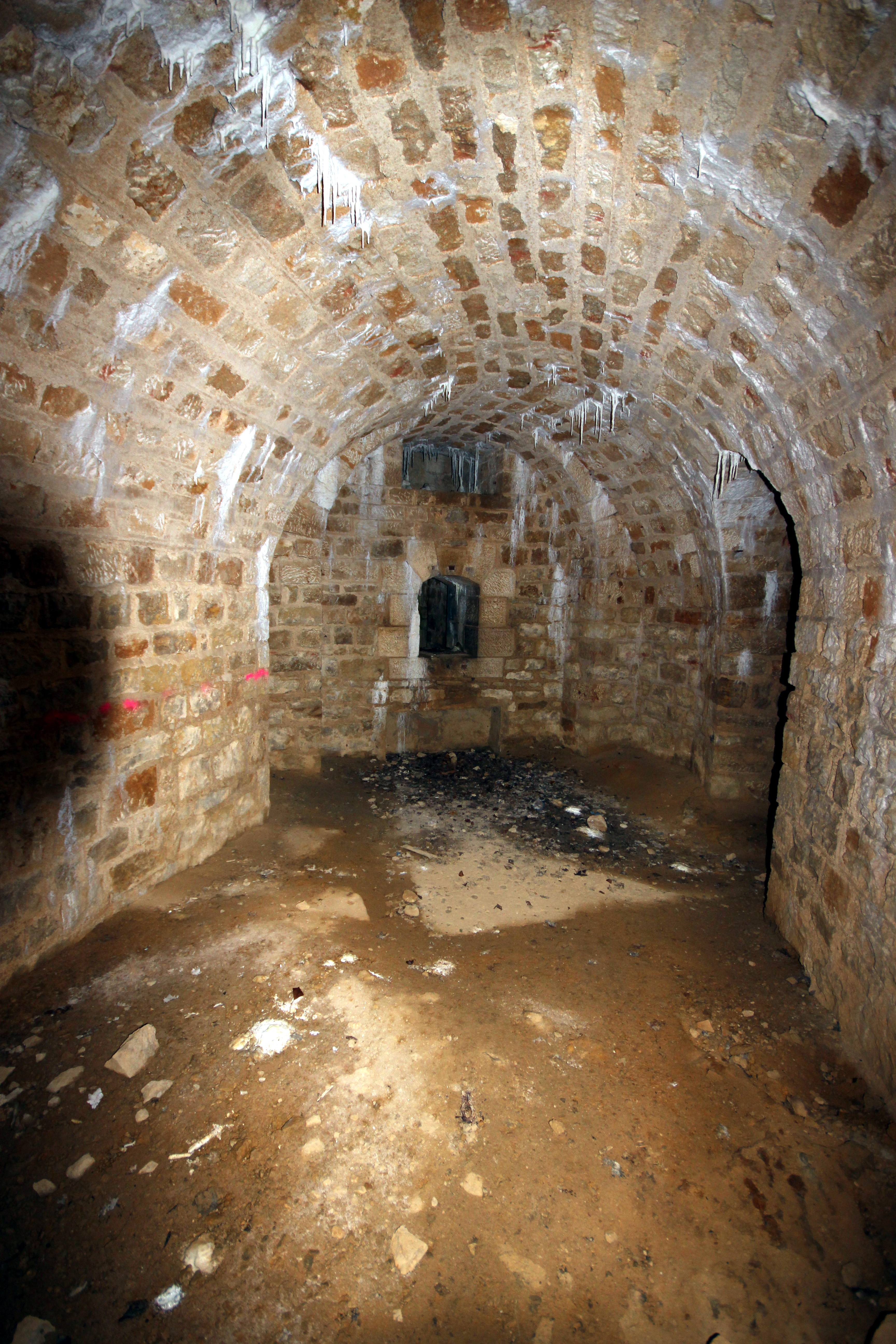
Une chambre de tir de la caponnière double.
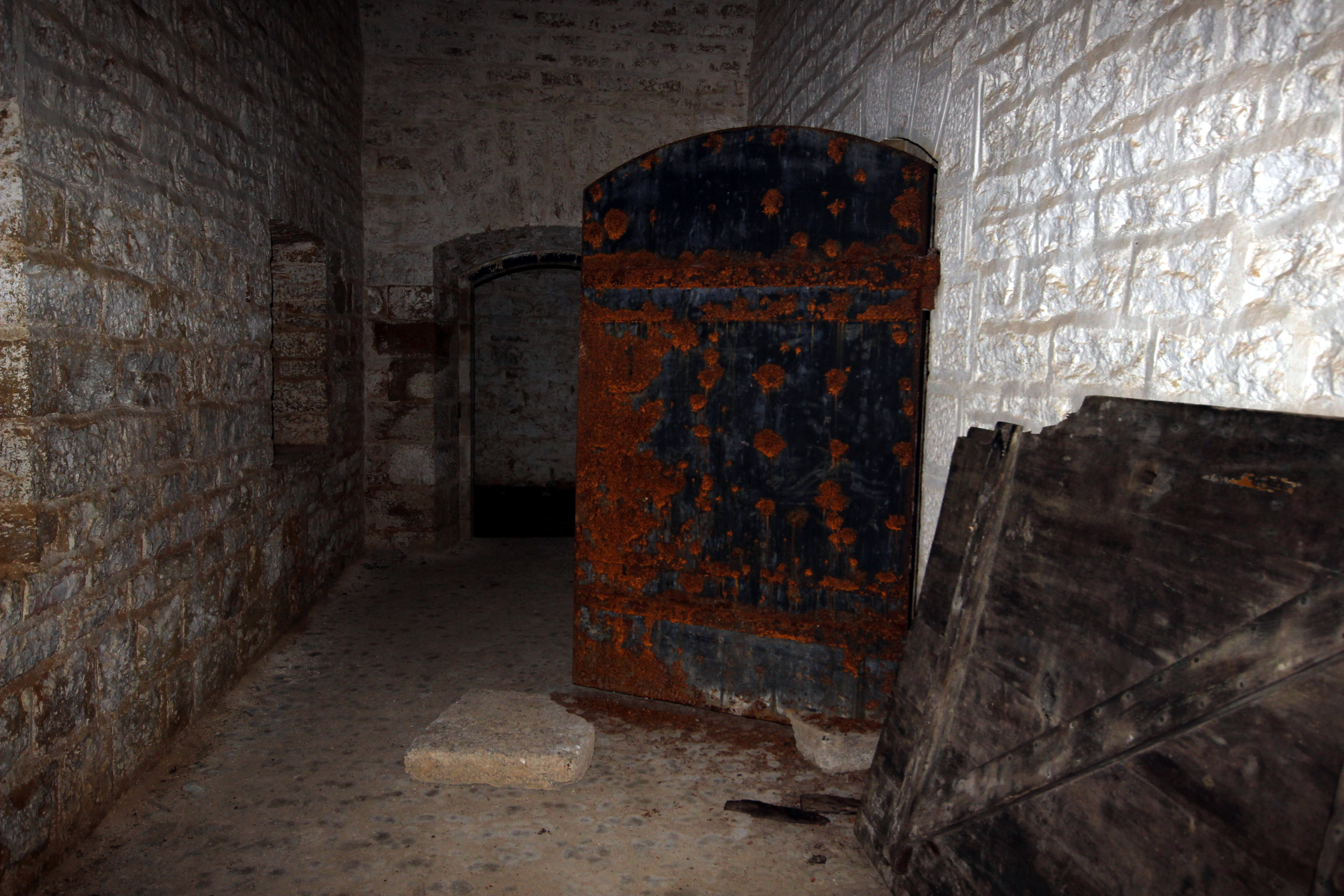
La porte du grand magasin à poudre.
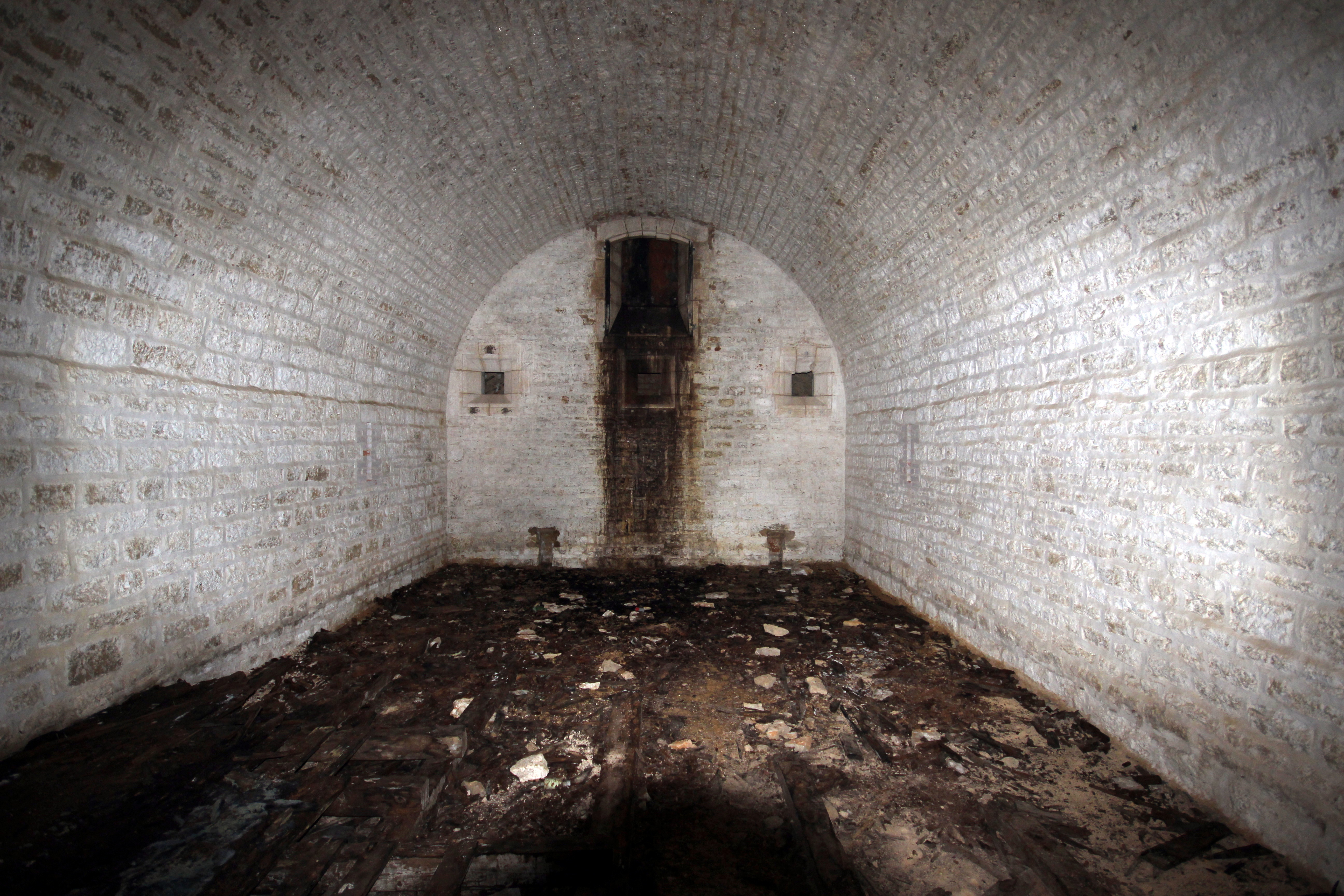
Un des petits magasins à poudre.
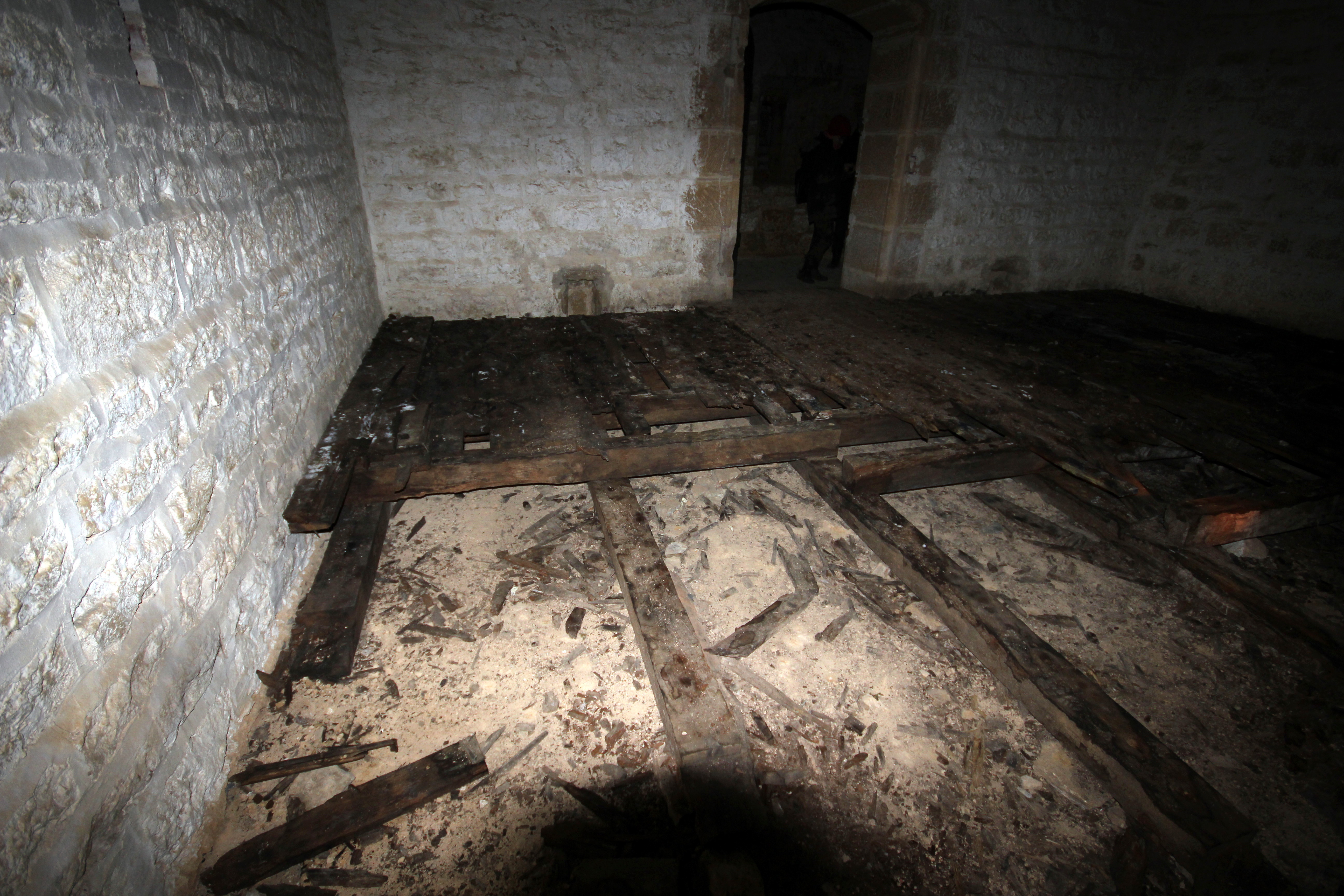
Plancher du magasin à poudre.

Entre l'entrée du fort et celle de l'enveloppe, il est impossible de ne pas remarquer l'énorme hangar d’artillerie. Ce dernier a ses flancs en maçonnerie de moellons percées à intervalles réguliers par des oculi. Une mince charpente métallique prend appui sur ces murs formant voûte en arc brisé. Des tuiles de terre cuite recouvrent cette charpente, mais, hélas, les intempéries en ont déjà démonté de grandes surfaces. Les hangars d'artillerie sont déjà rarissimes (Est des Buis à Besançon…), mais celui-ci, d'une telle surface, peut être considéré comme unique. Le fort servira à plusieurs reprises de dépôt de munitions. Bon nombre de huisseries en place, tout comme les planchers des magasins à poudre. De belles maçonneries égayent casernes et traverses. Le fort est encore terrain militaire et interdit d'accès. Dampierre, avec l'ensemble du Plesnoy, constituait le bouchon de la trouée de Charmes, là où l'armée de campagne devait pouvoir s'appuyer sur la fortification de Langres pour s'en prendre aux flancs de l'armée d'invasion. Son rôle, son ampleur, sa puissance, en font un témoin important de la défense française en cette fin de XIXe siècle.

## Devenir
L'avenir du fort peut sembler guère assuré en raison de la tâche attendant le candidat sauveteur. Quel est le particulier, quelle est l’association ou la communauté de communes qui pourra se permettre de subvenir à la restauration de cet immense complexe qui pourrait bien se révéler, en cette région à faible densité de population et encore peu fréquentée par les touristes, un gouffre financier ?

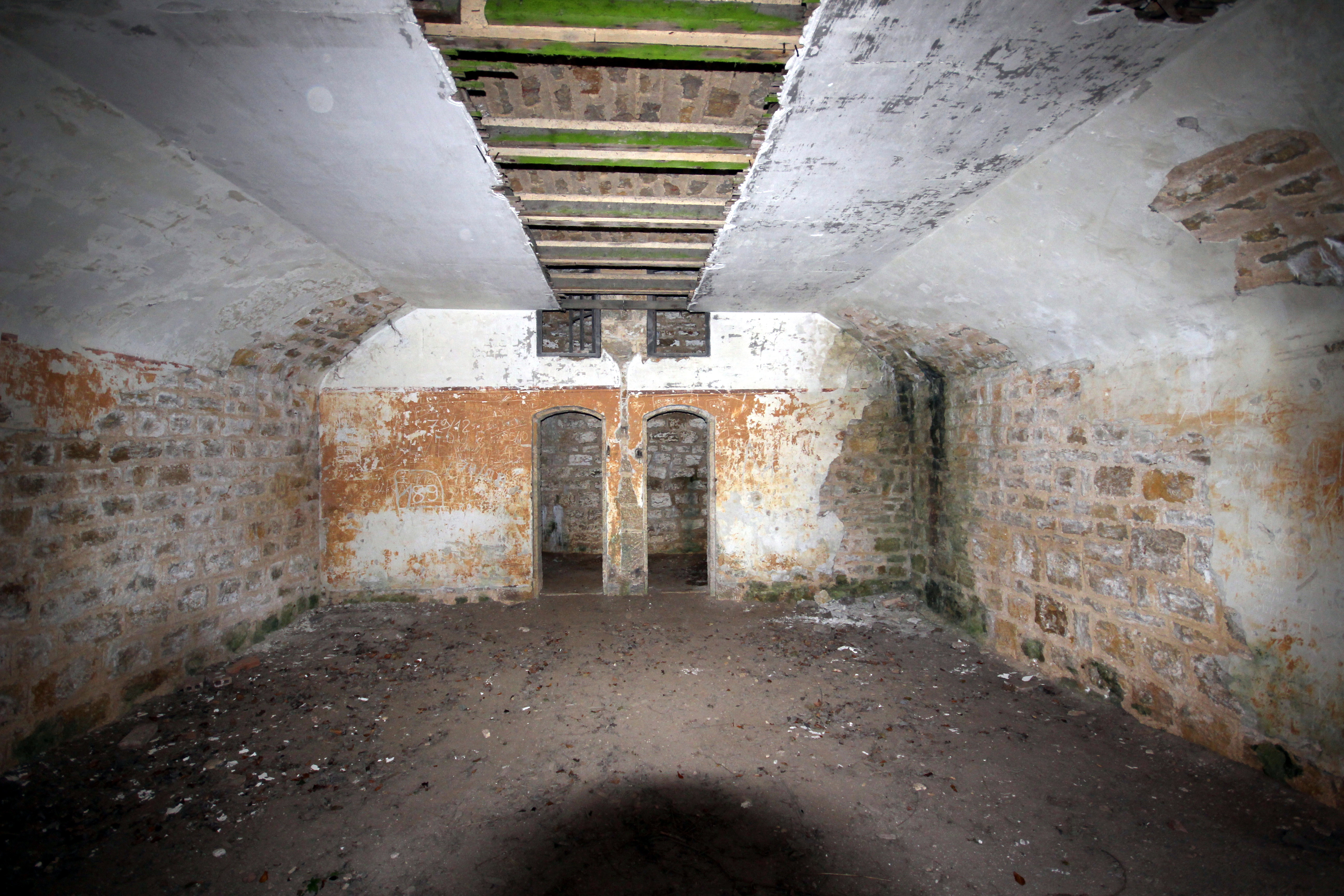
Une chambrée des officiers.
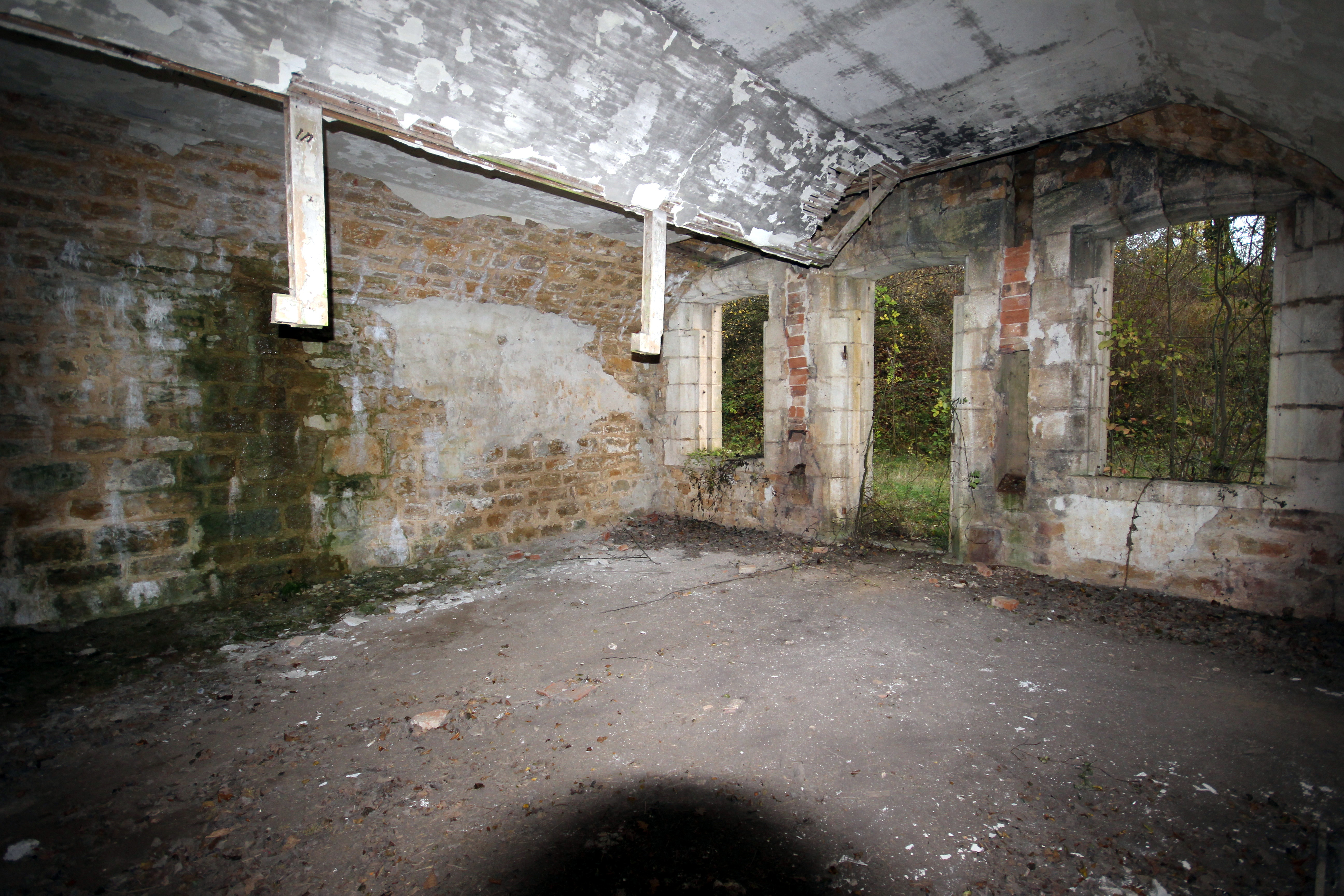
Une chambrée des officiers.
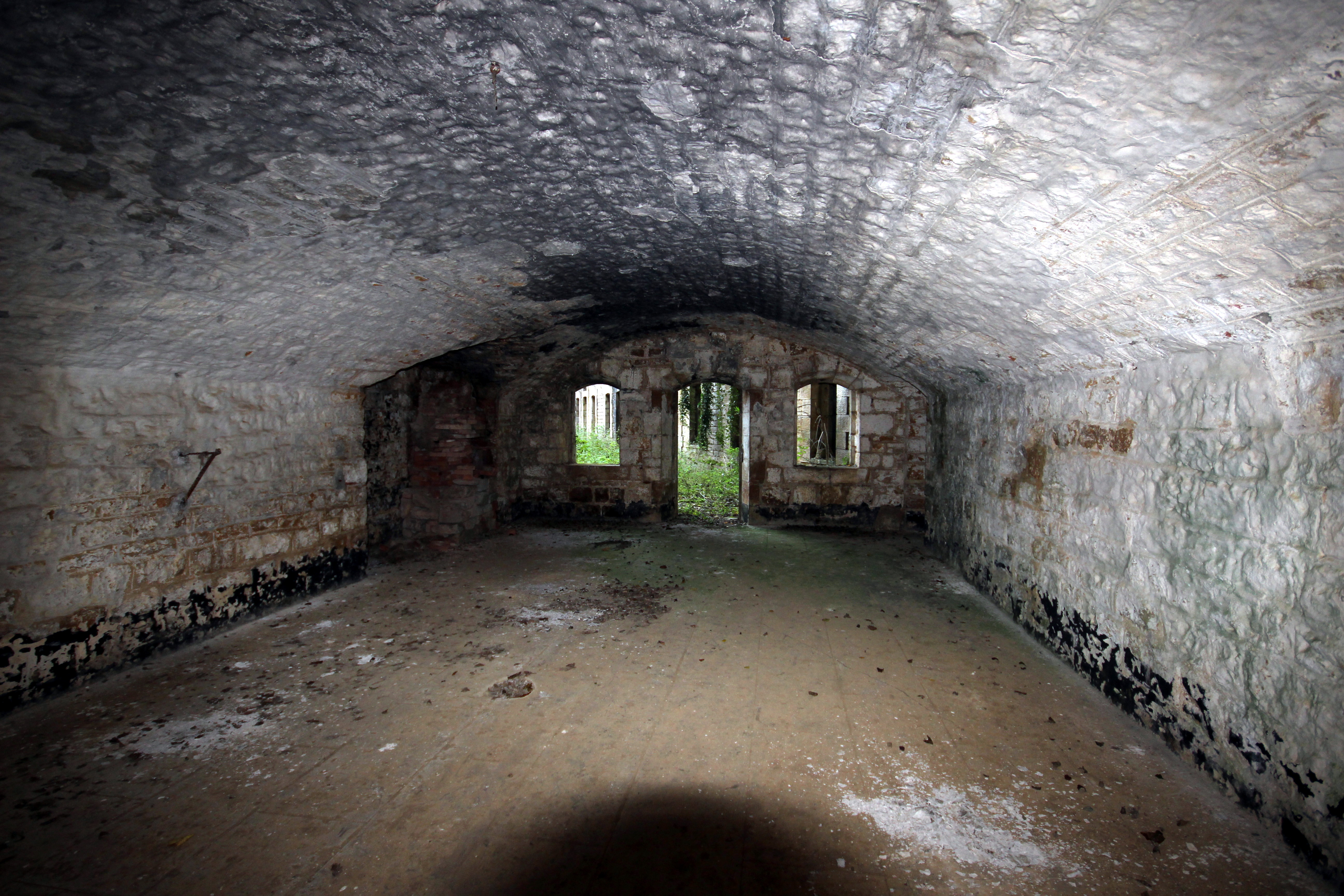
Une chambrée de troupe.
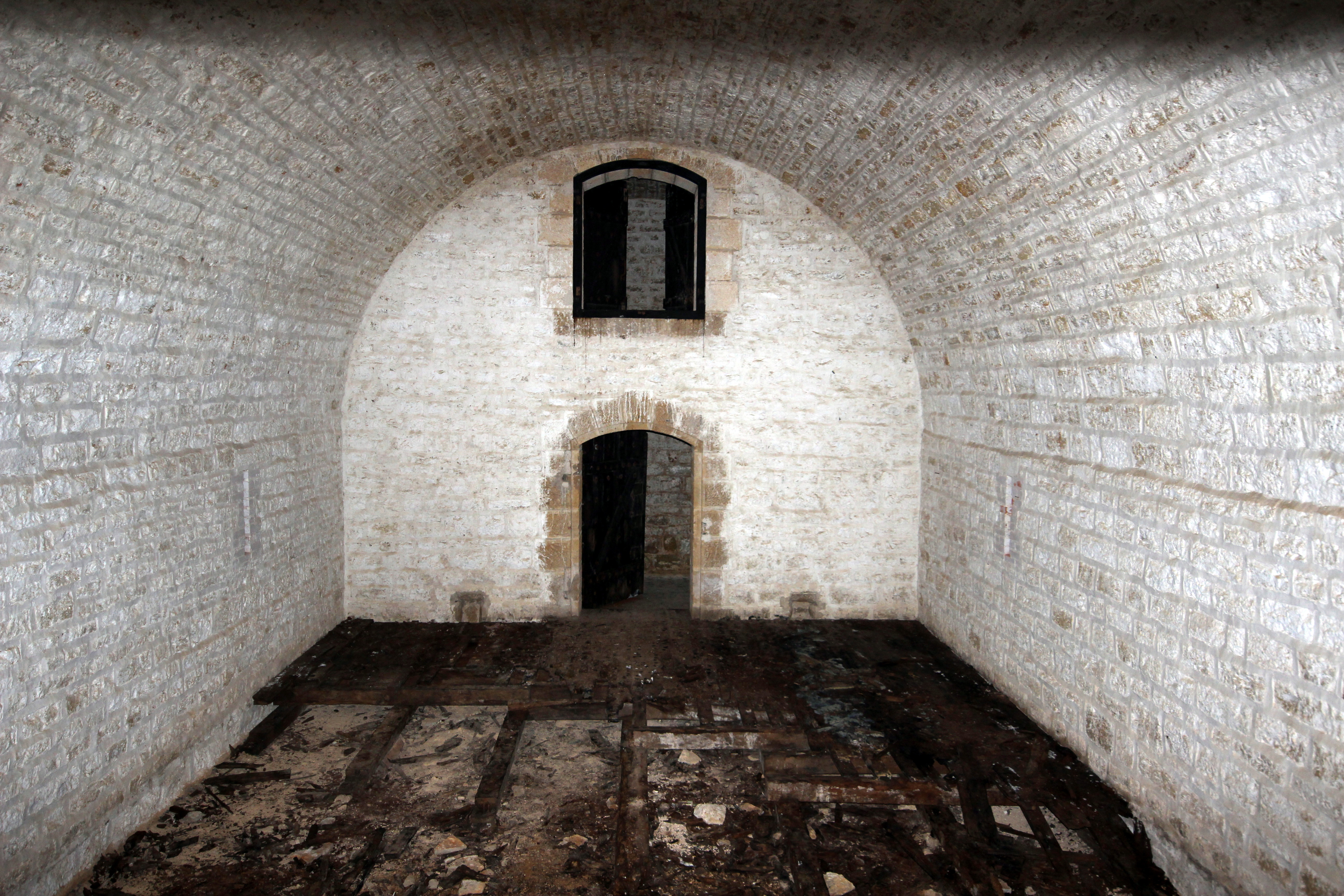
Le petit magasin à poudre.
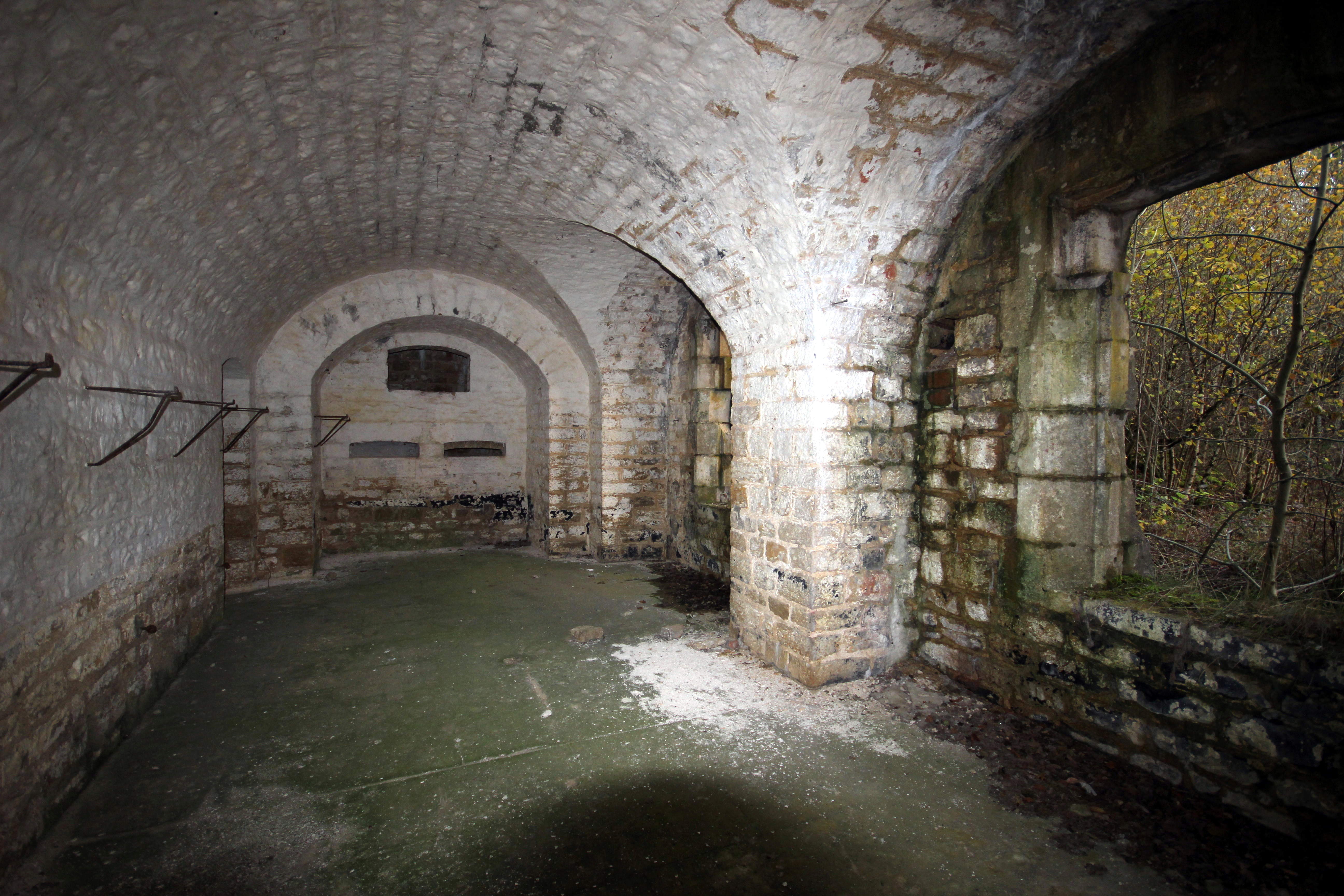
Une des pièces du corps de garde.